# Eugène Dadi
Eugène Dadi est un footballeur international ivoirien né le 20 août 1973 à Abidjan, qui évolue au poste d'attaquant dans les années 1990 et 2000.

## Biographie

### Carrière de joueur
Né en Côte d'Ivoire, Eugène Dadi arrive à Paris à l'âge de douze ans, avec le rêve de devenir footballeur professionnel. Il est formé au FC Sochaux-Montbéliard.
Il signe son premier contrat professionnel au Stade lavallois en 1994, et joue ses premiers matches en Division 2 la saison suivante.
En 1995 il rejoint après un essai concluant le FC Sète, club de National 1.
En 2000, le Toulouse FC le recrute en provenance du club autrichien du LASK Linz, pour 500 000 euros. Il s'engage pour trois saisons.
De 2001 à 2006 il poursuit sa carrière au Royaume-Uni.
En 2008 il signe à Perth Glory en Australie.
Il met un terme à sa carrière en juin 2011, à 37 ans, après une dernière saison en Indonésie.

### Reconversion
Dans les années 2000 il lance sa marque de vêtements.
Après sa carrière il est commentateur pour des matches africains.
Titulaire d'une licence UEFA B, il entraîne le Baziège Olympic Club en R3 de 2019 à 2020.
En juillet 2021 il est nommé co-entraîneur du FC Foix Ariège. Il quitte le club en octobre 2021.

## Parcours
- Jusqu'en 1992 : FC Sochaux ( France)
- 1992-1993 : Paris UC ( France)
- 1993-1995 : Stade lavallois  ( France)
- 1995-1996 : FC Sète ( France)
- 1996-2000 : LASK Linz ( Autriche)
- 2000-2001 : Toulouse FC ( France)
- 2001-2002 : Aberdeen FC ( Écosse)
- 2002-2003 : Livingston FC ( Écosse)
- 2003-2005 : Tranmere Rovers ( Angleterre)
- 2005 : Nottingham Forest ( Angleterre)
- →2006 : Notts County ( Angleterre)
- 2006-2008 : Hapoel Acre Football Club ( Israël)
- 2008-2010 : Perth Glory FC ( Australie)
- →jan. 2009-2009 : Prêt FC Vaduz ( Liechtenstein)
- 2024-2025 : Castanet Loisir Athlétic Club[10]  ( France)